# 迪內希
狄內希·瓦蘇·達什（英語：Dinesh Vasu Dash，1974年11月11日—），新加坡政治人物，現任人民行動黨籍東海岸集選區國會議員（自2025年起）、文化、社區與青年部及人力部國務部長，以及東南區市長。他曾任新加坡武裝部隊准將，亦曾在新加坡衛生部與護聯中心擔任要職，並於新冠疫情期間主導接觸者追蹤及疫苗接種計劃。

## 經歷
狄內希於1974年出生於新加坡，父親曾任警務人員，母親為家庭主婦。
他早年就讀英华初级学院，1992年畢業後進入新加坡國立大學修讀電機工程，2006年至2007年期間，他在泰米爾納德邦惠靈頓的國防服務參謀學院學習了一年。
1994年，他加入新加坡武裝部隊服役，歷任多個職位，並於2019年以准將軍銜退役。在軍旅生涯中，他曾擔任第二人民防衛部隊司令，並在2015年李光耀國葬及2018年美朝首腦會晤中負責地面指揮。
退役後，他加入新加坡卫生部，擔任危機策略與行動組負責人，主導新冠疫情的接觸者追蹤與疫苗接種計劃，並因此獲得公共服務星章（COVID-19）。其後，他於2020年出任護聯中心（英語：Agency for Integrated Care）首席執行官，負責推動「健康新加坡」（英語：Healthier SG）預防醫療政策，以及擴展長者與照護服務。
2025年3月，他辭去護聯中心首席執行官一職，並在同年大選中代表人民行動黨出戰東海岸集選區，最終當選國會議員。大選後，他於7月24日獲委任為文化、社區與青年部及人力部國務部長，並兼任東南區市長。